# Sonia Leong
Sonia Leong (7 maggio 1982) è una fumettista e illustratrice britannica e membro della Sweatdrop Studios.

## Biografia
Sonia Leong è nata in Malaysia il 7 maggio del 1982 e ha vissuto in Thailandia dal 1989 al 2000. Ha poi frequentato l'Università di Warwick, Economics and Politics BSc (Hons) dal 2000 al 2003, e attualmente risiede a Cambridge, nel Regno Unito.

## Carriera
Come illustratrice freelance, frequenta regolarmente convention di anime e fumetti nel Regno Unito a livello internazionale.
Ha attirato l'attenzione del pubblico illustrando un adattamento a fumetti in stile manga di "Romeo e Giulietta" di William Shakespeare per Self Made Hero, che da allora è stato inserito nella YALSA (Young Adult Library Services Association).
I suoi primi successi nella competizione includono il 2º posto nel primo Tokyopop Rising Stars of Manga United Kingdom & Ireland Competition; vincitrice nel 2005 del Manga Competition della NEO Magazine ed in qualità di giudice congiunto per la categoria Character Design del Festival Internazionale di Manga e Anime (IMAF). Ha lavorato per vari editori di fumetti, illustrando copertine, diffusioni e antologie. Ha contribuito alla realizzazione di un capitolo del fumetto "Comic Book Tattoo", un'antologia di 480 pagine pubblicata da Image Comics  vincitrice di un Eisner Award al Tori Amos. 
Ha anche illustrato un capitolo per "DOMO: The Manga" di Tokyopop, un'antologia con protagonista la famosa mascotte della televisione giapponese Domo, nonché un adattamento di "Reginald" di Saki per The Graphic Canon di Seven Stories Press. Ha creato una diffusione per il libro illustrato "Bravest Warriors: The Search For Catbug" pubblicato da Viz Media / Perfect Square. Ha anche illustrato diverse cover per la Titan Comics, in particolare per l'adattamento Manga del videogioco della Ubisoft Assassin's Creed IV: Black Flag di Kenji Oiwa intitolato "Assassin's Creed: Awakening" e "Norman" di Stan Silas.
Ha prodotto un breve fumetto Manga chiamato "Aygo Manga: Adventure One" come parte della campagna promozionale di Toyota GB PLC per il modello 2014 della loro auto Toyota Aygo. Più recentemente, ha illustrato una serie di immagini per la Toyota 86 nello stile del classico manga Seinen Initial D, in quanto il personaggio principale guida una Toyota AE86. Toyota ha creato un'auto con la stessa livrea per "tournée di auto nel Regno Unito nel 2016".
È segretaria della Sweatdrop Studios e le sue opere con il gruppo comprendono 'Once Upon a Time...'; "Cyborg Butterfly"; 'Satan's Amazon'; 'Murder on the Dancefloor'per l'antologia "Sugardrops"; 'Return to Chenezzar' per 'Pink is for Girls'; 'Model Behaviour' per 'Drop Dead Monstrous'; "Hero" per "Talking to Strangers"; 'The Snow Queen' per 'Telling Tales', 'Love Stuffing' e 'A Brush With Magic'. Leong è Art Director per il webcomic 'Aya.Takeo', commissionato da Prentice Associates e ora pubblicato da Sweatdrop Studios su tre volumi.